# Volxheim
Volxheim là một đô thị thuộc huyện Bad Kreuznach trong bang Rheinland-Pfalz, phía tây nước Đức. Đô thị Volxheim có diện tích 4,91 km², dân số thời điểm ngày 31 tháng 12 năm 2006 là 1069 người.